# Danh sách di sản văn hóa Tây Ban Nha được quan tâm ở tỉnh Valladolid
Danh sách di sản văn hóa Tây Ban Nha được quan tâm ở tỉnh  Valladolid (tỉnh), Tây Ban Nha.

## Các di sản liên quan đến nhiều thành phố
| Tên                         | Dạng                                         | Địa điểm                                            | Tọa độ                                        | Số hồ sơ tham khảo? | Ngày nhận danh hiệu? | Hình ảnh                                                    |
| --------------------------- | -------------------------------------------- | --------------------------------------------------- | --------------------------------------------- | ------------------- | -------------------- | ----------------------------------------------------------- |
| Kênh Castilla               | Lịch sử và nghệ thuật                        | Palencia (tỉnh), Valladolid (tỉnh) và Burgos (tỉnh) |                                               | RI-53-0000397       | 13-06-1991           | Canal de Castilla · Upload image                            |
| Villa romana Almenara-Puras | Khu khảo cổ Thời gian: Thế kỷ 3 đến Thế kỷ 4 | Almenara de Adaja và Puras                          | 41°11′38″B 4°40′08″T / 41,193825°B 4,668805°T | RI-55-0000422       | 20-01-1994           | La Villa Romana en Almenara de Adaja y Puras · Upload image |

## Các di sản theo thành phố

### A

#### Aguilar de Campos
| Tên                                                           | Dạng            | Địa điểm          | Tọa độ                                       | Số hồ sơ tham khảo? | Ngày nhận danh hiệu? | Hình ảnh                                               |
| ------------------------------------------------------------- | --------------- | ----------------- | -------------------------------------------- | ------------------- | -------------------- | ------------------------------------------------------ |
| Nhà thờ San Andrés (Aguilar Campos) và Rollo (Aguilar Campos) | Di tích Nhà thờ | Aguilar de Campos | 41°59′06″B 5°10′46″T / 41,984864°B 5,17933°T | RI-51-0004380       | 05-10-1979           | Iglesia de San Andrés y Rollo adyacente · Upload image |

#### Alaejos
| Tên                                 | Dạng | Địa điểm | Tọa độ                                        | Số hồ sơ tham khảo?  | Ngày nhận danh hiệu? | Hình ảnh                                              |
| ----------------------------------- | --- | -------- | --------------------------------------------- | -------------------- | -------------------- | ----------------------------------------------------- |
| Lâu đài Alaejos                     | Di tích Kiến trúc phòng thủ Thời gian: Thế kỷ 15 Tình trạng: Đang đổ nát                                      | Alaejos  | 41°18′21″B 5°13′08″T / 41,305872°B 5,21875°T  | Declaración genérica | 22-04-1949           | Castillo de Alaejos · Upload image                    |
| Nhà thờ San Pedro Apóstol (Alaejos) | Di tích Kiến trúc tôn giáo Kiến trúc: Kiến trúc Gothic, Kiến trúc Phục Hưng và Spanish Baroque architecture   | Alaejos  | 41°18′28″B 5°12′59″T / 41,307701°B 5,216484°T | RI-51-0010171        | 30-10-1997           | Iglesia de San Pedro Apóstol (Alaejos) · Upload image |
| Nhà thờ Santa María (Alaejos)       | Di tích Kiến trúc tôn giáo Kiến trúc: Kiến trúc Phục Hưng, Nghệ thuật Mudejar và Spanish Baroque architecture | Alaejos  | 41°18′36″B 5°12′49″T / 41,309881°B 5,213732°T | RI-51-0001009        | 03-06-1931           | Iglesia de Santa María (Alaejos) · Upload image       |
| Alaejos                             | Khu phức hợp lịch sử'                                                                                         | Alaejos  | 41°18′27″B 5°12′58″T / 41,307471°B 5,216103°T | RI-53-0000502        | 06-11-1997           | Recinto Urbano de Alaejos · Upload image              |

#### Alcazarén
| Tên                                  | Dạng | Địa điểm  | Tọa độ                                        | Số hồ sơ tham khảo? | Ngày nhận danh hiệu? | Hình ảnh                                   |
| ------------------------------------ | --- | --------- | --------------------------------------------- | ------------------- | -------------------- | ------------------------------------------ |
| Nhà thờ Santiago Apóstol (Alcazarén) | Di tích Kiến trúc tôn giáo Kiến trúc: Romániço và Nghệ thuật Mudejar Thời gian: Thế kỷ 14 đến Thế kỷ 18 | Alcazarén | 41°22′13″B 4°40′14″T / 41,370344°B 4,670565°T | RI-51-0009967       | 19-06-1997           | Iglesia de Santiago Apóstol · Upload image |

#### Aldeamayor de San Martín
| Tên                                              | Dạng            | Địa điểm                 | Tọa độ                                        | Số hồ sơ tham khảo? | Ngày nhận danh hiệu? | Hình ảnh                                                 |
| ------------------------------------------------ | --------------- | ------------------------ | --------------------------------------------- | ------------------- | -------------------- | -------------------------------------------------------- |
| Nhà thờ San Martín Tours (Aldeamayor San Martín) | Di tích Nhà thờ | Aldeamayor de San Martín | 41°30′45″B 4°38′27″T / 41,512442°B 4,640786°T | RI-51-0010169       | 23-10-1997           | Iglesia parroquial de San Martín de Tours · Upload image |

### B

#### Becilla de Valderaduey
| Tên                                          | Dạng                 | Địa điểm               | Tọa độ                                        | Số hồ sơ tham khảo? | Ngày nhận danh hiệu? | Hình ảnh                               |
| -------------------------------------------- | -------------------- | ---------------------- | --------------------------------------------- | ------------------- | -------------------- | -------------------------------------- |
| Puente và calzada romana Becilla Valderaduey | Khu khảo cổ Cầu Roma | Becilla de Valderaduey | 42°05′43″B 5°12′51″T / 42,095325°B 5,214261°T | RI-55-0000413       | 31-08-1995           | Puente y calzada romana · Upload image |

#### Benafarces
| Tên                           | Dạng            | Địa điểm   | Tọa độ                                        | Số hồ sơ tham khảo? | Ngày nhận danh hiệu? | Hình ảnh                                         |
| ----------------------------- | --------------- | ---------- | --------------------------------------------- | ------------------- | -------------------- | ------------------------------------------------ |
| Nhà thờ Asunción (Benafarces) | Di tích Nhà thờ | Benafarces | 41°37′16″B 5°17′38″T / 41,621065°B 5,293878°T | RI-51-0008997       | 03-11-1994           | Iglesia parroquial de la Asunción · Upload image |

### C

#### Castrillo de Duero
| Tên                                               | Dạng            | Địa điểm           | Tọa độ                                        | Số hồ sơ tham khảo? | Ngày nhận danh hiệu? | Hình ảnh                                                              |
| ------------------------------------------------- | --------------- | ------------------ | --------------------------------------------- | ------------------- | -------------------- | --------------------------------------------------------------------- |
| Nhà thờ Nuestra Señora Asunción (Castrillo Duero) | Di tích Nhà thờ | Castrillo de Duero | 41°34′32″B 4°00′54″T / 41,575437°B 4,015118°T | RI-51-0010204       | 26-03-1998           | Iglesia parroquial de la Asunción (Castrillo de Duero) · Upload image |

#### Castromonte
| Tên                              | Dạng            | Địa điểm                    | Tọa độ                                        | Số hồ sơ tham khảo? | Ngày nhận danh hiệu? | Hình ảnh                                              |
| -------------------------------- | --------------- | --------------------------- | --------------------------------------------- | ------------------- | -------------------- | ----------------------------------------------------- |
| Tu viện Santa María Santa Espina | Di tích Tu viện | Castromonte La Santa Espina | 41°43′57″B 5°05′57″T / 41,732592°B 5,099304°T | RI-51-0001001       | 03-06-1931           | Monasterio de Santa María de la Espina · Upload image |

#### Castronuño
| Tên                                      | Dạng            | Địa điểm   | Tọa độ                                        | Số hồ sơ tham khảo? | Ngày nhận danh hiệu? | Hình ảnh                                                        |
| ---------------------------------------- | --------------- | ---------- | --------------------------------------------- | ------------------- | -------------------- | --------------------------------------------------------------- |
| Nhà thờ Santa María Lâu đài (Castronuño) | Di tích Nhà thờ | Castronuño | 41°23′26″B 5°15′45″T / 41,390517°B 5,262453°T | RI-51-0001435       | 05-07-1962           | Iglesia de Santa María del Castillo (Castronuño) · Upload image |

#### Cigales
| Tên                        | Dạng            | Địa điểm | Tọa độ                                        | Số hồ sơ tham khảo? | Ngày nhận danh hiệu? | Hình ảnh                                                |
| -------------------------- | --------------- | -------- | --------------------------------------------- | ------------------- | -------------------- | ------------------------------------------------------- |
| Nhà thờ Santiago (Cigales) | Di tích Nhà thờ | Cigales  | 41°45′29″B 4°41′59″T / 41,758156°B 4,699586°T | RI-51-0010500       | 12-07-2001           | Iglesia parroquial de Santiago (Cigales) · Upload image |

#### Cogeces de Íscar
| Tên                              | Dạng            | Địa điểm         | Tọa độ                                        | Số hồ sơ tham khảo? | Ngày nhận danh hiệu? | Hình ảnh                                              |
| -------------------------------- | --------------- | ---------------- | --------------------------------------------- | ------------------- | -------------------- | ----------------------------------------------------- |
| Nhà thờ parroquial Cogeces Íscar | Di tích Nhà thờ | Cogeces de Íscar | 41°24′24″B 4°32′46″T / 41,406762°B 4,546055°T | RI-51-0004950       | 05-10-1983           | Iglesia parroquial de Cogeces de Íscar · Upload image |

#### Cogeces del Monte
| Tên                           | Dạng            | Địa điểm          | Tọa độ                                        | Số hồ sơ tham khảo? | Ngày nhận danh hiệu? | Hình ảnh                                              |
| ----------------------------- | --------------- | ----------------- | --------------------------------------------- | ------------------- | -------------------- | ----------------------------------------------------- |
| Tu viện Santa María Armedilla | Di tích Tu viện | Cogeces del Monte | 41°32′23″B 4°20′30″T / 41,539679°B 4,341651°T | RI-51-0012030       | 11-10-2007           | Monasterio de Santa María de Armedilla · Upload image |

#### Corcos
| Tên                | Dạng            | Địa điểm          | Tọa độ                                        | Số hồ sơ tham khảo? | Ngày nhận danh hiệu? | Hình ảnh                                         |
| ------------------ | --------------- | ----------------- | --------------------------------------------- | ------------------- | -------------------- | ------------------------------------------------ |
| Tu viện Palazuelos | Di tích Tu viện | Corcos Palazuelos | 41°45′10″B 4°38′00″T / 41,752793°B 4,633464°T | RI-51-0000995       | 03-06-1931           | Monasterio de Santa María. Ruínas · Upload image |

#### Cuenca de Campos
| Tên                                         | Dạng            | Địa điểm         | Tọa độ                                        | Số hồ sơ tham khảo? | Ngày nhận danh hiệu? | Hình ảnh                                                              |
| ------------------------------------------- | --------------- | ---------------- | --------------------------------------------- | ------------------- | -------------------- | --------------------------------------------------------------------- |
| Nhà thờ Santa María Lâu đài (Cuenca Campos) | Di tích Nhà thờ | Cuenca de Campos | 42°03′37″B 5°03′24″T / 42,060174°B 5,056576°T | RI-51-0001004       | 03-06-1931           | Iglesia de Santa María del Castillo (Cuenca de Campos) · Upload image |
| Nhà thờ San Justo (Cuenca Campos)           | Di tích Nhà thờ | Cuenca de Campos | 42°03′27″B 5°03′22″T / 42,05753°B 5,055981°T  | RI-51-0001004-00002 | 03-06-1931           | Iglesia de San Justo (Cuenca de Campos) · Upload image                |

### F

#### Fresno el Viejo
| Tên                                      | Dạng            | Địa điểm        | Tọa độ                                        | Số hồ sơ tham khảo? | Ngày nhận danh hiệu? | Hình ảnh                                             |
| ---------------------------------------- | --------------- | --------------- | --------------------------------------------- | ------------------- | -------------------- | ---------------------------------------------------- |
| Nhà thờ San Juan Bautista (Fresno Viejo) | Di tích Nhà thờ | Fresno el Viejo | 41°11′48″B 5°08′48″T / 41,196695°B 5,146565°T | RI-51-0001008       | 03-06-1931           | Iglesia de San Juan (Fresno el Viejo) · Upload image |

### I

#### Íscar
| Tên                         | Dạng                                                                    | Địa điểm | Tọa độ                                        | Số hồ sơ tham khảo? | Ngày nhận danh hiệu? | Hình ảnh                                      |
| --------------------------- | ----------------------------------------------------------------------- | -------- | --------------------------------------------- | ------------------- | -------------------- | --------------------------------------------- |
| Lâu đài Íscar               | Di tích Kiến trúc phòng thủ Kiểu: Kiến trúc Gothic Thời gian: Thế kỷ 12 | Íscar    | 41°21′54″B 4°32′18″T / 41,364972°B 4,538361°T | n/d                 | 22-04-1949           | Castillo de Íscar · Upload image              |
| Nhà thờ Santa María (Íscar) | Di tích Nhà thờ                                                         | Íscar    | 41°21′52″B 4°31′51″T / 41,364309°B 4,530866°T | RI-51-0000999       | 03-06-1931           | Iglesia de Santa María (Íscar) · Upload image |

### M

#### Matapozuelos
| Tên                                          | Dạng                                                                                          | Địa điểm     | Tọa độ                                        | Số hồ sơ tham khảo? | Ngày nhận danh hiệu? | Hình ảnh                                                                  |
| -------------------------------------------- | --------------------------------------------------------------------------------------------- | ------------ | --------------------------------------------- | ------------------- | -------------------- | ------------------------------------------------------------------------- |
| Nhà thờ Santa María Magdalena (Matapozuelos) | Di tích Kiến trúc tôn giáo Kiểu: Arquitectura renacentista Thời gian: Thế kỷ 16 đến Thế kỷ 18 | Matapozuelos | 41°24′41″B 4°47′25″T / 41,411464°B 4,790347°T | RI-51-0010224       | 16-07-1998           | Iglesia parroquial de Santa María Magdalena (Matapozuelos) · Upload image |

#### Mayorga, Valladolid
| Tên                       | Dạng            | Địa điểm            | Tọa độ                                        | Số hồ sơ tham khảo? | Ngày nhận danh hiệu? | Hình ảnh                                         |
| ------------------------- | --------------- | ------------------- | --------------------------------------------- | ------------------- | -------------------- | ------------------------------------------------ |
| Nhà thờ Santa María Arbas | Di tích Nhà thờ | Mayorga, Valladolid | 42°10′08″B 5°15′35″T / 42,168863°B 5,259689°T | RI-51-0001003       | 03-06-1931           | Iglesia de Santa María de Mayorga · Upload image |

#### Medina de Rioseco
| Tên                                       | Dạng                 | Địa điểm          | Tọa độ                                        | Số hồ sơ tham khảo? | Ngày nhận danh hiệu? | Hình ảnh                                                       |
| ----------------------------------------- | -------------------- | ----------------- | --------------------------------------------- | ------------------- | -------------------- | -------------------------------------------------------------- |
| Nhà thờ Santa María Mediavilla            | Di tích Nhà thờ      | Medina de Rioseco | 41°52′59″B 5°02′35″T / 41,88305°B 5,043015°T  | RI-51-0000993       | 03-06-1931           | Iglesia de Santa María de Mediavilla · Upload image            |
| Tu viện San Francisco (Medina Rioseco)    | Di tích Tu viện      | Medina de Rioseco | 41°52′48″B 5°02′27″T / 41,87989°B 5,040869°T  | RI-51-0000994       | 03-06-1931           | Convento de San Francisco · Upload image                       |
| Nhà thờ Santiago Apóstol (Medina Rioseco) | Di tích Nhà thờ      | Medina de Rioseco | 41°53′04″B 5°02′25″T / 41,884444°B 5,040278°T | RI-51-0001625       | 08-10-1964           | Iglesia de Santiago Apóstol (Medina de Rioseco) · Upload image |
| Medina Rioseco                            | Khu phức hợp lịch sử | Medina de Rioseco | 41°53′03″B 5°02′32″T / 41,884204°B 5,04236°T  | RI-53-0000058       | 08-04-1965           | Conjunto Histórico de Medina de Rioseco · Upload image         |
| Moclín                                    | Địa điểm lịch sử     | Medina de Rioseco | 41°53′39″B 4°59′45″T / 41,894113°B 4,995861°T |                     | 26-07-2012           | Upload image                                                   |

#### Medina del Campo
| Tên                                  | Dạng                 | Địa điểm         | Tọa độ                                        | Số hồ sơ tham khảo? | Ngày nhận danh hiệu? | Hình ảnh                                                  |
| ------------------------------------ | -------------------- | ---------------- | --------------------------------------------- | ------------------- | -------------------- | --------------------------------------------------------- |
| Castle of Mota                       | Di tích Lâu đài      | Medina del Campo | 41°18′32″B 4°54′30″T / 41,308889°B 4,908333°T | RI-51-0000084       | 08-11-1904           | Castillo de la Mota (Medina del Campo) · Upload image     |
| Medina Campo                         | Khu phức hợp lịch sử | Medina del Campo | 41°18′30″B 4°54′56″T / 41,308213°B 4,915524°T | RI-53-0000219       | 14-10-1978           | Conjunto Histórico de Medina del Campo · Upload image     |
| Nhà Blanca (Medina Campo)            | Di tích Nhà          | Medina del Campo | 41°19′09″B 4°56′17″T / 41,319132°B 4,938024°T | RI-51-0000990       | 03-06-1931           | La Casa Blanca · Upload image                             |
| Colegiata San Antolín                | Di tích Nhà thờ      | Medina del Campo | 41°18′28″B 4°54′56″T / 41,307697°B 4,915418°T | RI-51-0000991       | 03-06-1931           | Iglesia de San Antolín (Medina del Campo) · Upload image  |
| Cung điện Dueñas (Medina Campo)      | Di tích Cung điện    | Medina del Campo | 41°18′40″B 4°55′07″T / 41,311086°B 4,918727°T | RI-51-0001002       | 03-06-1931           | Palacio de las Dueñas · Upload image                      |
| Nhà thờ Santiago Real (Medina Campo) | Di tích Nhà thờ      | Medina del Campo | 41°18′41″B 4°55′14″T / 41,311525°B 4,920465°T | RI-51-0003793       | 18-01-1968           | Iglesia de Santiago El Real · Upload image                |
| Bệnh viện Simón Ruiz                 | Di tích              | Medina del Campo | 41°18′16″B 4°55′11″T / 41,30453°B 4,91972°T   | RI-51-0007101       | 13-06-1991           | Hospital de Simón Ruiz · Upload image                     |
| Reales Carnicerías (Medina Campo)    | Di tích              | Medina del Campo | 41°18′37″B 4°54′49″T / 41,310252°B 4,913487°T | RI-51-0009053       | 13-10-1995           | Antiguo Edificio de las Reales Carnicerías · Upload image |

#### Montealegre de Campos
| Tên                | Dạng                 | Địa điểm              | Tọa độ                                        | Số hồ sơ tham khảo? | Ngày nhận danh hiệu? | Hình ảnh                                                          |
| ------------------ | -------------------- | --------------------- | --------------------------------------------- | ------------------- | -------------------- | ----------------------------------------------------------------- |
| Montealegre Campos | Khu phức hợp lịch sử | Montealegre de Campos | 41°54′09″B 4°54′02″T / 41,902565°B 4,900424°T | RI-53-0000239       | 22-12-1980           | Conjunto Histórico Artístico la Villa. Montealegre · Upload image |

#### Mota del Marqués
| Tên                               | Dạng            | Địa điểm         | Tọa độ                                       | Số hồ sơ tham khảo? | Ngày nhận danh hiệu? | Hình ảnh                                                           |
| --------------------------------- | --------------- | ---------------- | -------------------------------------------- | ------------------- | -------------------- | ------------------------------------------------------------------ |
| Nhà thờ San Martín (Mota Marqués) | Di tích Nhà thờ | Mota del Marqués | 41°37′57″B 5°10′44″T / 41,632513°B 5,17895°T | RI-51-0007149       | 18-11-1993           | Iglesia parroquial de San Martín (Mota del Marqués) · Upload image |

#### Mucientes
| Tên                                   | Dạng            | Địa điểm  | Tọa độ                                        | Số hồ sơ tham khảo? | Ngày nhận danh hiệu? | Hình ảnh                                               |
| ------------------------------------- | --------------- | --------- | --------------------------------------------- | ------------------- | -------------------- | ------------------------------------------------------ |
| Nhà thờ San Pedro Apóstol (Mucientes) | Di tích Nhà thờ | Mucientes | 41°44′37″B 4°45′39″T / 41,743716°B 4,760927°T | RI-51-0006887       | 13-06-1991           | Iglesia parroquial de San Pedro Apóstol · Upload image |

#### Muriel de Zapardiel
| Tên                                               | Dạng            | Địa điểm            | Tọa độ                                        | Số hồ sơ tham khảo? | Ngày nhận danh hiệu? | Hình ảnh                                                                  |
| ------------------------------------------------- | --------------- | ------------------- | --------------------------------------------- | ------------------- | -------------------- | ------------------------------------------------------------------------- |
| Nhà thờ Nuestra Señora Lâu đài (Muriel Zapardiel) | Di tích Nhà thờ | Muriel de Zapardiel | 41°07′19″B 4°50′34″T / 41,122055°B 4,842783°T | RI-51-0004988       | 30-11-1983           | Iglesia parroquial de Nuestra Señora del Castillo (Muriel) · Upload image |

### N

#### Nava del Rey
| Tên                              | Dạng            | Địa điểm     | Tọa độ                                        | Số hồ sơ tham khảo? | Ngày nhận danh hiệu? | Hình ảnh                                    |
| -------------------------------- | --------------- | ------------ | --------------------------------------------- | ------------------- | -------------------- | ------------------------------------------- |
| Nhà thờ Santos Juanes (Nava Rey) | Di tích Nhà thờ | Nava del Rey | 41°19′50″B 5°04′51″T / 41,330528°B 5,080806°T | RI-51-0001007       | 03-06-1931           | Iglesia de los Santos Juanes · Upload image |

### O

#### Olivares de Duero
| Tên                                 | Dạng    | Địa điểm          | Tọa độ                                        | Số hồ sơ tham khảo? | Ngày nhận danh hiệu? | Hình ảnh                                               |
| ----------------------------------- | ------- | ----------------- | --------------------------------------------- | ------------------- | -------------------- | ------------------------------------------------------ |
| Nhà thờ San Pelayo (Olivares Duero) | Di tích | Olivares de Duero | 41°38′18″B 4°22′00″T / 41,638395°B 4,366626°T | RI-51-0004343       | 09-03-1979           | Iglesia parroquial de Olivares de Duero · Upload image |

#### Olmedo, Valladolid
| Tên                          | Dạng            | Địa điểm           | Tọa độ                                        | Số hồ sơ tham khảo? | Ngày nhận danh hiệu? | Hình ảnh                                             |
| ---------------------------- | --------------- | ------------------ | --------------------------------------------- | ------------------- | -------------------- | ---------------------------------------------------- |
| Nhà thờ San Miguel (Olmedo)  | Di tích Nhà thờ | Olmedo, Valladolid | 41°17′08″B 4°41′16″T / 41,28545°B 4,687711°T  | RI-51-0000985       | 03-06-1931           | Iglesia de San Miguel (Olmedo) · Upload image        |
| Nhà thờ San Andrés (Olmedo)  | Di tích Nhà thờ | Olmedo, Valladolid | 41°17′14″B 4°41′16″T / 41,287215°B 4,687859°T | RI-51-0000986       | 03-06-1931           | Iglesia de San Andrés (Olmedo) · Upload image        |
| Capilla Santa María Mejorada | Di tích Tu viện | Olmedo, Valladolid | 41°18′56″B 4°44′23″T / 41,315691°B 4,739703°T | RI-51-0000987       | 03-06-1931           | Capilla de Santa María de la Mejorada · Upload image |

### P

#### Palazuelo de Vedija
| Tên                    | Dạng                                                                   | Địa điểm            | Tọa độ                                        | Số hồ sơ tham khảo? | Ngày nhận danh hiệu? | Hình ảnh                                   |
| ---------------------- | ---------------------------------------------------------------------- | ------------------- | --------------------------------------------- | ------------------- | -------------------- | ------------------------------------------ |
| Cung điện Cuadrilleros | Di tích Kiến trúc dân sự Kiểu: Baroque Classicism Thời gian: Thế kỷ 17 | Palazuelo de Vedija | 41°55′42″B 5°08′41″T / 41,928463°B 5,144826°T | RI-51-0005317       | 22-02-1996           | Palacio de los Cuadrilleros · Upload image |

#### Pedrosa del Rey
| Tên                                       | Dạng            | Địa điểm        | Tọa độ                                        | Số hồ sơ tham khảo? | Ngày nhận danh hiệu? | Hình ảnh                                                                   |
| ----------------------------------------- | --------------- | --------------- | --------------------------------------------- | ------------------- | -------------------- | -------------------------------------------------------------------------- |
| Nhà thờ San Miguel Arcángel (Pedrosa Rey) | Di tích Nhà thờ | Pedrosa del Rey | 41°33′21″B 5°12′15″T / 41,555698°B 5,204249°T | RI-51-0008665       | 23-06-1994           | Iglesia parroquial de San Miguel Arcángel (Pedrosa del Rey) · Upload image |

#### Peñafiel, Spain
| Tên                            | Dạng                 | Địa điểm                         | Tọa độ                                        | Số hồ sơ tham khảo? | Ngày nhận danh hiệu? | Hình ảnh                                                                |
| ------------------------------ | -------------------- | -------------------------------- | --------------------------------------------- | ------------------- | -------------------- | ----------------------------------------------------------------------- |
| Tu viện Santa Clara (Peñafiel) | Di tích Tu viện      | Peñafiel, Spain                  | 41°35′46″B 4°07′17″T / 41,596111°B 4,121389°T | RI-51-0012247       | 09-09-2008           | Iglesia y Arco de las Tapias del Convento de Santa Clara · Upload image |
| Tháp Reloj Villa Peñafiel      | Di tích Tháp         | Peñafiel, Spain                  | 41°35′52″B 4°07′02″T / 41,597709°B 4,117337°T | RI-51-0004543       | 27-11-1981           | Torre del Reloj de la Villa de Peñafiel · Upload image                  |
| Peñafiel Castle                | Di tích Lâu đài      | Peñafiel, Spain                  | 41°35′47″B 4°06′50″T / 41,59651°B 4,114011°T  | RI-51-0000148       | 01-06-1917           | Castillo. Peñafiel · Upload image                                       |
| Peñafiel, Spain                | Khu phức hợp lịch sử | Peñafiel, Spain                  | 41°35′48″B 4°07′06″T / 41,596702°B 4,118396°T | RI-53-0000363       | 14-01-1999           | Conjunto Histórico Artístico Peñafiel · Upload image                    |
| Tu viện San Pablo (Peñafiel)   | Di tích Nhà thờ      | Peñafiel, Spain                  | 41°35′37″B 4°07′11″T / 41,593678°B 4,11975°T  | RI-51-0000988       | 03-06-1931           | Iglesia del Convento de San Pablo · Upload image                        |
| Pintia                         | Khu khảo cổ Vacceo   | Peñafiel, Spain Padilla de Duero | 41°37′04″B 4°10′12″T / 41,61772°B 4,169916°T  | RI-55-0000166       | 09-12-1993           | Yacimiento arqueológico de Padilla de Duero · Upload image              |
| Quảng trường Coso              | Di tích Cung điện    | Peñafiel, Spain                  | 41°35′34″B 4°07′07″T / 41,5929°B 4,118747°T   | RI-51-0010462       | 25-03-1999           | Plaza del Coso · Upload image                                           |

#### Peñaflor de Hornija
| Tên                             | Dạng            | Địa điểm            | Tọa độ                                       | Số hồ sơ tham khảo? | Ngày nhận danh hiệu? | Hình ảnh                                                |
| ------------------------------- | --------------- | ------------------- | -------------------------------------------- | ------------------- | -------------------- | ------------------------------------------------------- |
| Nhà thờ Santa María Expectación | Di tích Nhà thờ | Peñaflor de Hornija | 41°42′42″B 4°59′02″T / 41,711728°B 4,98376°T | RI-51-0010176       | 20-11-1997           | Iglesia de Santa María de la Expectación · Upload image |

#### Portillo, Valladolid
| Tên                                     | Dạng            | Địa điểm                                 | Tọa độ                                        | Số hồ sơ tham khảo? | Ngày nhận danh hiệu? | Hình ảnh                                                             |
| --------------------------------------- | --------------- | ---------------------------------------- | --------------------------------------------- | ------------------- | -------------------- | -------------------------------------------------------------------- |
| Portillo Castle                         | Di tích Lâu đài | Portillo, Valladolid                     | 41°28′45″B 4°35′17″T / 41,479245°B 4,588017°T | RI-51-0001000       | 03-06-1931           | Castillo de Portillo · Upload image                                  |
| Nhà thờ San Juan Evangelista (Portillo) | Di tích Nhà thờ | Portillo, Valladolid Arrabal de Portillo | 41°28′24″B 4°35′41″T / 41,473337°B 4,59469°T  | RI-51-0010215       | 14-05-1998           | Iglesia parroquial de San Juan Evangelista (Portillo) · Upload image |

#### Pozaldez
| Tên                            | Dạng            | Địa điểm | Tọa độ                                        | Số hồ sơ tham khảo? | Ngày nhận danh hiệu? | Hình ảnh                                         |
| ------------------------------ | --------------- | -------- | --------------------------------------------- | ------------------- | -------------------- | ------------------------------------------------ |
| Nhà thờ Santa María (Pozaldez) | Di tích Nhà thờ | Pozaldez | 41°22′22″B 4°50′40″T / 41,372743°B 4,844415°T | RI-51-0010181       | 26-12-1997           | Iglesia de Santa María (Pozaldez) · Upload image |

#### Pozuelo de la Orden
| Tên                                 | Dạng                 | Địa điểm            | Tọa độ                                        | Số hồ sơ tham khảo? | Ngày nhận danh hiệu? | Hình ảnh     |
| ----------------------------------- | -------------------- | ------------------- | --------------------------------------------- | ------------------- | -------------------- | ------------ |
| Nhà hoang Santa Ana (Pozuelo Orden) | Di tích Nơi hẻo lánh | Pozuelo de la Orden | 41°49′01″B 5°15′37″T / 41,816881°B 5,260275°T | RI-51-0010225       | 09-07-1998           | Upload image |

### R

#### Rueda
| Tên   | Dạng                  | Địa điểm | Tọa độ                                        | Số hồ sơ tham khảo? | Ngày nhận danh hiệu? | Hình ảnh                       |
| ----- | --------------------- | -------- | --------------------------------------------- | ------------------- | -------------------- | ------------------------------ |
| Rueda | Lịch sử và nghệ thuật | Rueda    | 41°24′48″B 4°57′36″T / 41,413204°B 4,960052°T | RI-53-0000620       | 01-06-2006           | Ciudad de Rueda · Upload image |

### S

#### San Cebrián de Mazote
| Tên                                       | Dạng            | Địa điểm              | Tọa độ                                       | Số hồ sơ tham khảo? | Ngày nhận danh hiệu? | Hình ảnh                                                       |
| ----------------------------------------- | --------------- | --------------------- | -------------------------------------------- | ------------------- | -------------------- | -------------------------------------------------------------- |
| Nhà thờ San Cipriano (San Cebrián Mazote) | Di tích Nhà thờ | San Cebrián de Mazote | 41°40′51″B 5°08′49″T / 41,680921°B 5,14706°T | RI-51-0000145       | 22-07-1916           | Iglesia de San Cipriano (San Cebrián de Mazote) · Upload image |

#### San Miguel del Pino
| Tên                                | Dạng            | Địa điểm            | Tọa độ                                        | Số hồ sơ tham khảo? | Ngày nhận danh hiệu? | Hình ảnh                                                 |
| ---------------------------------- | --------------- | ------------------- | --------------------------------------------- | ------------------- | -------------------- | -------------------------------------------------------- |
| Nhà thờ parroquial San Miguel Pino | Di tích Nhà thờ | San Miguel del Pino | 41°30′28″B 4°54′36″T / 41,507902°B 4,909979°T | RI-51-0004495       | 08-05-1981           | Iglesia parroquial de San Miguel del Pino · Upload image |

#### San Pedro de Latarce
| Tên                       | Dạng     | Địa điểm                                                  | Tọa độ                                        | Số hồ sơ tham khảo? | Ngày nhận danh hiệu? | Hình ảnh                                        |
| ------------------------- | -------- | --------------------------------------------------------- | --------------------------------------------- | ------------------- | -------------------- | ----------------------------------------------- |
| Lâu đài San Pedro Latarce | Trung Cổ | San Pedro de Latarce casco urbano de San Pedro de Latarce | 41°44′07″B 5°19′46″T / 41,735342°B 5,329416°T |                     | 22-04-1949           | Castillo de San Pedro de Latarce · Upload image |

#### San Román de Hornija
| Tên                                   | Dạng            | Địa điểm             | Tọa độ                                        | Số hồ sơ tham khảo? | Ngày nhận danh hiệu? | Hình ảnh                                     |
| ------------------------------------- | --------------- | -------------------- | --------------------------------------------- | ------------------- | -------------------- | -------------------------------------------- |
| Nhà thờ San Román (San Román Hornija) | Di tích Nhà thờ | San Román de Hornija | 41°28′49″B 5°17′04″T / 41,480415°B 5,284371°T | RI-51-0010460       | 11-03-1999           | Iglesia parroquial (Mozárabe) · Upload image |

#### Sardón de Duero
| Tên                          | Dạng            | Địa điểm        | Tọa độ                                        | Số hồ sơ tham khảo? | Ngày nhận danh hiệu? | Hình ảnh                                             |
| ---------------------------- | --------------- | --------------- | --------------------------------------------- | ------------------- | -------------------- | ---------------------------------------------------- |
| Tu viện Santa María Retuerta | Di tích Tu viện | Sardón de Duero | 41°37′01″B 4°24′39″T / 41,616878°B 4,410722°T | RI-51-0000998       | 03-06-1931           | Monasterio de Santa María de Retuerta · Upload image |

#### Simancas (Valladolid)
| Tên                         | Dạng                 | Địa điểm                                   | Tọa độ                                        | Số hồ sơ tham khảo? | Ngày nhận danh hiệu? | Hình ảnh                                                        |
| --------------------------- | -------------------- | ------------------------------------------ | --------------------------------------------- | ------------------- | -------------------- | --------------------------------------------------------------- |
| Nhà thờ Salvador (Simancas) | Di tích Nhà thờ      | Simancas (Valladolid)                      | 41°35′25″B 4°49′40″T / 41,590392°B 4,827776°T | RI-51-0004580       | 15-01-1982           | Iglesia parroquial de Simancas · Upload image                   |
| Archivo General Simancas    | Lưu trữ              | Simancas (Valladolid) Calle de Miravete, 8 | 41°35′32″B 4°49′44″T / 41,592169°B 4,828926°T | RI-AR-0000010       | 10-11-1997           | Archivo General de Simancas · Upload image                      |
| Simancas (Valladolid)       | Khu phức hợp lịch sử | Simancas (Valladolid)                      | 41°35′26″B 4°49′38″T / 41,590572°B 4,827315°T | RI-53-0000235       | 21-11-1980           | Conjunto Histórico Artístico la Villa (Simancas) · Upload image |

### T

#### Tiedra
| Tên                | Dạng                        | Địa điểm | Tọa độ                                        | Số hồ sơ tham khảo? | Ngày nhận danh hiệu? | Hình ảnh                          |
| ------------------ | --------------------------- | -------- | --------------------------------------------- | ------------------- | -------------------- | --------------------------------- |
| Lâu đài Tiedra     | Di tích Kiến trúc phòng thủ | Tiedra   | 41°39′00″B 5°16′10″T / 41,65012°B 5,26932°T   | n/d                 | 22-04-1949           | Castillo de Tiedra · Upload image |
| Khu vực Đồi Ermita | Khu khảo cổ Roma            | Tiedra   | 41°39′07″B 5°16′30″T / 41,651984°B 5,275006°T | RI-55-0000384       | 17-02-1994           | Upload image                      |

#### Tordesillas
| Tên                                   | Dạng                 | Địa điểm    | Tọa độ                                        | Số hồ sơ tham khảo? | Ngày nhận danh hiệu? | Hình ảnh                                                     |
| ------------------------------------- | -------------------- | ----------- | --------------------------------------------- | ------------------- | -------------------- | ------------------------------------------------------------ |
| Nhà thờ Santa María (Tordesillas)     | Di tích Nhà thờ      | Tordesillas | 41°30′07″B 5°00′04″T / 41,501922°B 5,001183°T | RI-51-0004995       | 07-12-1983           | Iglesia de Santa María (Tordesillas) · Upload image          |
| Real Tu viện Santa Clara Tordesillas  | Di tích Tu viện      | Tordesillas | 41°30′00″B 4°59′50″T / 41,499892°B 4,997241°T | RI-51-0000992       | 03-06-1931           | Convento de Santa Clara (Tordesillas) · Upload image         |
| Tordesillas                           | Khu phức hợp lịch sử | Tordesillas | 41°30′04″B 5°00′02″T / 41,501089°B 5,000675°T | RI-53-0000212       | 23-11-1977           | Conjunto Histórico de la Villa de Tordesillas · Upload image |
| Nhà thờ museo San Antolín Tordesillas | Di tích Nhà thờ      | Tordesillas | 41°29′59″B 5°00′02″T / 41,499729°B 5,000448°T | RI-51-0010210       | 30-04-1998           | Iglesia de San Antolìn · Upload image                        |
| Nhàs Tratado Tordesillas              | Di tích              | Tordesillas | 41°30′00″B 5°00′05″T / 41,500074°B 5,001269°T | RI-51-0008671       | 30-06-1996           | Casas del Tratado de Tordesillas · Upload image              |

#### Torrecilla de la Orden
| Tên                               | Dạng            | Địa điểm               | Tọa độ                                        | Số hồ sơ tham khảo? | Ngày nhận danh hiệu? | Hình ảnh                                                    |
| --------------------------------- | --------------- | ---------------------- | --------------------------------------------- | ------------------- | -------------------- | ----------------------------------------------------------- |
| Nhà thờ parroquial Tháp nhỏ Orden | Di tích Nhà thờ | Torrecilla de la Orden | 41°13′10″B 5°13′22″T / 41,219566°B 5,222841°T | RI-51-0004685       | 12-08-1982           | Iglesia parroquial de Torrecilla de la Orden · Upload image |

#### Tudela de Duero
| Tên                             | Dạng            | Địa điểm        | Tọa độ                                        | Số hồ sơ tham khảo? | Ngày nhận danh hiệu? | Hình ảnh                                                           |
| ------------------------------- | --------------- | --------------- | --------------------------------------------- | ------------------- | -------------------- | ------------------------------------------------------------------ |
| Nhà thờ Asunción (Tudela Duero) | Di tích Nhà thờ | Tudela de Duero | 41°35′02″B 4°34′49″T / 41,583928°B 4,580159°T | RI-51-0010196       | 12-02-1998           | Iglesia parroquial de la Asunción (Tudela de Duero) · Upload image |

### U

#### Urueña
| Tên    | Dạng                 | Địa điểm | Tọa độ                                        | Số hồ sơ tham khảo? | Ngày nhận danh hiệu? | Hình ảnh                                                                    |
| ------ | -------------------- | -------- | --------------------------------------------- | ------------------- | -------------------- | --------------------------------------------------------------------------- |
| Urueña | Khu phức hợp lịch sử | Urueña   | 41°43′38″B 5°12′10″T / 41,727319°B 5,202849°T | RI-53-0000197       | 07-11-1975           | Conjunto Histórico Artístico Villa e Iglesia de la Anunciada · Upload image |

### V

#### Valbuena de Duero
| Tên            | Dạng            | Địa điểm          | Tọa độ                                        | Số hồ sơ tham khảo? | Ngày nhận danh hiệu? | Hình ảnh                                 |
| -------------- | --------------- | ----------------- | --------------------------------------------- | ------------------- | -------------------- | ---------------------------------------- |
| Valbuena Abbey | Di tích Tu viện | Valbuena de Duero | 41°37′46″B 4°15′41″T / 41,629444°B 4,261389°T | RI-51-0000996       | 03-06-1931           | Monasterio de Santa María · Upload image |

#### Valladolid
| Tên                                                                                           | Dạng                 | Địa điểm                               | Tọa độ                                        | Số hồ sơ tham khảo? | Ngày nhận danh hiệu? | Hình ảnh |
| --------------------------------------------------------------------------------------------- | -------------------- | -------------------------------------- | --------------------------------------------- | ------------------- | -------------------- | --- |
| Valladolid Royal Palace                                                                       | Di tích Cung điện    | Valladolid                             | 41°39′23″B 4°43′33″T / 41,656389°B 4,725833°T | RI-51-0010470       | 18-06-1999           | Palacio Real (Valladolid) · Upload image |
| Nhà Zorrilla                                                                                  | Di tích Nhà          | Valladolid                             | 41°39′23″B 4°43′26″T / 41,656389°B 4,723889°T | RI-51-0001631       | 13-02-1965           | Casa natal del poeta D. José Zorrilla · Upload image |
| Nhà thờ Nuestra Señora Carmen Extramuros (Valladolid)                                         | Di tích Nhà thờ      | Valladolid                             | 41°40′13″B 4°42′06″T / 41,670278°B 4,701667°T | RI-51-0005031       | 23-11-1983           | Iglesia del Carmen Extramuros · Upload image |
| Convent of Las Descalzas Reales (Valladolid)                                                  | Di tích Tu viện      | Valladolid                             | 41°39′21″B 4°43′16″T / 41,655833°B 4,721111°T | RI-51-0003932       | 04-04-1974           | Convento de las Descalzas Reales · Upload image |
| Arcas reales                                                                                  | Di tích Fuente       | Valladolid                             | 41°36′47″B 4°44′06″T / 41,613016°B 4,734947°T | RI-51-0004624       | 02-04-1982           | Fuentes de Argales · Upload image |
| Nhà thờ Santísimo Salvador (Valladolid)                                                       | Di tích Nhà thờ      | Valladolid                             | 41°39′03″B 4°43′29″T / 41,650711°B 4,724671°T | RI-51-0001111       | 26-09-1941           | Capilla de San Juan Bautista de la Iglesia de El Salvador · Upload image |
| Nhà thờ Convento Santa Isabel (Valladolid)                                                    | Di tích Tu viện      | Valladolid                             | 41°39′19″B 4°43′49″T / 41,655365°B 4,730347°T | RI-51-0004197       | 25-11-1975           | Iglesia y Claustro del Convento de Santa Isabel · Upload image |
| Tu viện Madres Dominicas Santa Catalina                                                       | Di tích Tu viện      | Valladolid                             | 41°39′22″B 4°43′49″T / 41,656136°B 4,730277°T | RI-51-0004385       | 19-10-1979           | Monasterio de las Madres Dominicas de Santa Catalina · Upload image |
| Monastery of Nuestra Señora Prado                                                             | Di tích Tu viện      | Valladolid                             | 41°38′27″B 4°44′45″T / 41,640858°B 4,74585°T  | RI-51-0000020       | 14-08-1877           | Monasterio de Nuestra Señora del Prado · Upload image |
| Colegio San Gregorio                                                                          | Di tích Tu viện      | Valladolid                             | 41°39′26″B 4°43′24″T / 41,657222°B 4,723333°T | RI-51-0000038       | 18-04-1884           | Ex-convento de San Gregorio · Upload image |
| Santa María Antigua                                                                           | Di tích Nhà thờ      | Valladolid                             | 41°39′13″B 4°43′22″T / 41,653611°B 4,722778°T | RI-51-0000077       | 11-05-1897           | Iglesia de Nuestra Señora de la Antigua (Valladolid) · Upload image |
| Nhà thờ Pasión (Valladolid)                                                                   | Di tích Nhà thờ      | Valladolid                             | 41°39′05″B 4°43′48″T / 41,651475°B 4,730063°T | RI-51-0000327       | 10-03-1928           | Iglesia de la Pasión · Upload image |
| Nhà thờ chính tòa Valladolid                                                                  | Di tích Nhà thờ      | Valladolid                             | 41°39′09″B 4°43′25″T / 41,652453°B 4,723669°T | RI-51-0000980       | 03-06-1931           | Iglesia Catedral de Nuestra Señora de la Asunción · Upload image |
| Santa María Real Huelgas (Valladolid)                                                         | Di tích Tu viện      | Valladolid                             | 41°39′15″B 4°43′00″T / 41,654167°B 4,716667°T | RI-51-0000981       | 03-06-1931           | Monasterio de Santa María de las Huelgas · Upload image |
| Nhà thờ tu viện San Benito Real                                                               | Di tích Nhà thờ      | Valladolid                             | 41°39′14″B 4°43′45″T / 41,653889°B 4,729167°T | RI-51-0000982       | 03-06-1931           | Iglesia de San Benito (Valladolid) · Upload image |
| San Pablo Church                                                                              | Di tích Nhà thờ      | Valladolid                             | 41°39′25″B 4°43′29″T / 41,656944°B 4,724722°T | RI-51-0000983       | 03-06-1931           | Iglesia de San Pablo (Valladolid) · Upload image |
| Cung điện Condes Benavente                                                                    | Di tích Cung điện    | Valladolid                             | 41°39′27″B 4°43′50″T / 41,6575°B 4,730556°T   | RI-51-0000984       | 03-06-1931           | Casa del Duque de Benavente · Upload image |
| Colegio Mayor Santa Cruz                                                                      | Di tích Trường học   | Valladolid                             | 41°39′07″B 4°43′09″T / 41,651944°B 4,719167°T | RI-51-0001248       | 11-02-1955           | Colegio Mayor de Santa Cruz · Upload image |
| Real Tu viện San Joaquín và Santa Ana                                                         | Di tích Tu viện      | Valladolid                             | 41°39′03″B 4°43′53″T / 41,650833°B 4,731389°T | RI-51-0001256       | 23-03-1956           | Real Monasterio de Recoletas Bernardas de San Joaquín y Santa Ana · Upload image |
| Nhà Cervantes (Valladolid)                                                                    | Di tích Nhà          | Valladolid                             | 41°38′54″B 4°43′38″T / 41,648333°B 4,727222°T | RI-51-0001259       | 09-05-1958           | Casa de Cervantes (Valladolid) · Upload image |
| Cung điện Fabio Nelli                                                                         | Di tích Cung điện    | Valladolid                             | 41°39′22″B 4°43′44″T / 41,656111°B 4,728889°T | RI-51-0001295       | 12-12-1996           | Entorno de Protección del Palacio de Fabio Nelli. Museo de Valladolid · Upload image                                                                                                |
| Bảo tàng Khảo cổ Provincial Valladolid                                                        | Di tích Bảo tàng     | Valladolid                             | 41°39′21″B 4°43′43″T / 41,655972°B 4,728636°T | RI-51-0001421       | 01-03-1962           | Museo Arqueológico Provincial (Valladolid) · Upload image |
| Bảo tàng Nacional Colegio San Gregorio                                                        | Di tích Bảo tàng     | Valladolid                             | 41°39′25″B 4°43′25″T / 41,656944°B 4,723611°T | RI-51-0001422       | 01-03-1962           | Museo Nacional de Escultura · Upload image |
| Vivero Palace                                                                                 | Di tích Cung điện    | Valladolid                             | 41°39′23″B 4°43′13″T / 41,656389°B 4,720278°T | RI-51-0001612       | 09-07-1964           | Palacio de los Vivero (Antigua Chancillería) · Upload image |
| Cárcel Vieja Valladolid                                                                       | Di tích Cárcel       | Valladolid                             | 41°39′25″B 4°43′10″T / 41,656998°B 4,719562°T | RI-51-0001613       | 09-07-1964           | Cárcel Vieja · Upload image |
| Cung điện Marqués Valverde                                                                    | Di tích Cung điện    | Valladolid                             | 41°39′21″B 4°43′44″T / 41,655833°B 4,728889°T | RI-51-0003787       | 06-04-1967           | Fachadas del Palacio a la calle San Ignacio y calle Expósito, así como las columnas Toscanas. Palacio de los marqueses de Valverde · Upload image                                   |
| Tu viện Comendadoras Santa Cruz                                                               | Di tích Tu viện      | Valladolid                             | 41°38′59″B 4°43′48″T / 41,649755°B 4,729937°T | RI-51-0003788       | 06-04-1967           | Convento de las Comendadoras de Santa Cruz Convento de Dominicas Franciscanas · Upload image                                                                                        |
| Nhà thờ Convento Portaceli                                                                    | Di tích Nhà thờ      | Valladolid                             | 41°39′02″B 4°43′33″T / 41,650503°B 4,725833°T | RI-51-0003841       | 12-03-1970           | Iglesia del Convento de Portaceli · Upload image |
| Cung điện Licenciado Butrón                                                                   | Di tích Tu viện      | Valladolid                             | 41°39′23″B 4°43′37″T / 41,656377°B 4,72696°T  | RI-51-0006979       | 08-08-1991           | Antiguo Convento de las Brígidas Palacio Butrón · Upload image |
| Tu viện Santa Teresa (Valladolid)                                                             | Di tích Tu viện      | Valladolid                             | 41°39′34″B 4°43′37″T / 41,659567°B 4,727039°T | RI-51-0007237       | 12-05-1993           | Convento de Santa Teresa · Upload image |
| Nhà thờ San Martín (Valladolid)                                                               | Di tích Nhà thờ      | Valladolid                             | 41°39′20″B 4°43′21″T / 41,655556°B 4,7225°T   | RI-51-0008204       | 28-10-1993           | Iglesia de San Martín (Valladolid) · Upload image |
| Nhà thờ San Miguel và San Julián (Valladolid)                                                 | Di tích Nhà thờ      | Valladolid                             | 41°39′19″B 4°43′42″T / 41,655278°B 4,728333°T | RI-51-0009171       | 07-02-2008           | Iglesia de San Miguel y San Julián · Upload image |
| Facade of the University of Valladolid                                                        | Di tích Universidad  | Valladolid                             | 41°39′09″B 4°43′18″T / 41,6525°B 4,721667°T   | RI-51-0009172       | 24-10-1996           | La fachada y el atrio de la Universidad de Valladolid · Upload image |
| Lưu trữ lịch sử Provincial Valladolid                                                         | Lưu trữ              | Valladolid Avenida de Ramón y Cajal, 1 | 41°39′17″B 4°43′00″T / 41,654806°B 4,716731°T | RI-AR-0000052       | 10-11-1997           | Archivo Histórico Provincial de Valladolid · Upload image |
| Quần thể Histórico Zona Calle Platería, Quảng trường Ochavo và Nhà thờ Vera Cruz (Valladolid) | Khu phức hợp lịch sử | Valladolid                             | 41°39′09″B 4°43′38″T / 41,652585°B 4,727172°T | RI-53-0000048       | 09-07-1964           | Conjunto Histórico de la Zona de la Calle Platería, Plaza del Ochavo e Iglesia de Vera Cruz · Upload image                                                                          |
| Calle Francos                                                                                 | Khu phức hợp lịch sử | Valladolid Calle Juan Mambrilla        | 41°39′13″B 4°43′14″T / 41,653676°B 4,720455°T | RI-53-0000106       | 26-02-1970           | Calle de Francos · Upload image |
| Valladolid                                                                                    | Khu phức hợp lịch sử | Valladolid                             | 41°39′07″B 4°43′42″T / 41,65204°B 4,728202°T  | RI-53-0000207       | 15-07-1978           | Conjunto Histórico de Valladolid · Upload image |
| Cung điện Pimentel                                                                            | Di tích Cung điện    | Valladolid                             | 41°39′23″B 4°43′28″T / 41,656389°B 4,724444°T | RI-51-0010187       | 10-12-1998           | Palacio de los Condes de RIbadavia Palacio de Pimentel · Upload image |
| Nhà thờ Santa María Magdalena (Valladolid)                                                    | Di tích Nhà thờ      | Valladolid                             | 41°39′14″B 4°43′03″T / 41,653889°B 4,7175°T   | RI-51-0010189       | 10-12-1998           | Iglesia de Santa María Magdalena (Valladolid) · Upload image |
| Pasaje Gutiérrez                                                                              | Di tích Galería      | Valladolid                             | 41°39′05″B 4°43′29″T / 41,65135°B 4,724822°T  | RI-51-0010193       | 10-12-1998           | Pasaje Gutiérrez · Upload image |
| Nhà Arenzana                                                                                  | Di tích Cung điện    | Valladolid                             | 41°39′20″B 4°43′44″T / 41,655529°B 4,728923°T | RI-51-0010110       | 03-07-1997           | Fachada a la calle San Ignacio, de la Casa de los Fernández de Muras y columnas que forman parte del patio original. Casa de los Arenzana o del Conde de Fuentenueva · Upload image |

#### Valoria la Buena
| Tên                                       | Dạng            | Địa điểm         | Tọa độ                                        | Số hồ sơ tham khảo? | Ngày nhận danh hiệu? | Hình ảnh                                               |
| ----------------------------------------- | --------------- | ---------------- | --------------------------------------------- | ------------------- | -------------------- | ------------------------------------------------------ |
| Nhà thờ San Pedro Apóstol (Valoria Buena) | Di tích Nhà thờ | Valoria la Buena | 41°48′02″B 4°31′52″T / 41,800417°B 4,531025°T | RI-51-0007303       | 28-10-1993           | Iglesia de San Pedro (Valoria la Buena) · Upload image |

#### Villabrágima
| Tên                              | Dạng            | Địa điểm     | Tọa độ                                        | Số hồ sơ tham khảo? | Ngày nhận danh hiệu? | Hình ảnh                                       |
| -------------------------------- | --------------- | ------------ | --------------------------------------------- | ------------------- | -------------------- | ---------------------------------------------- |
| Nhà thờ San Ginés (Villabrágima) | Di tích Nhà thờ | Villabrágima | 41°49′23″B 5°07′03″T / 41,822926°B 5,117528°T | RI-51-0004765       | 22-12-1982           | Iglesia parroquial de San Ginés · Upload image |

#### Villafuerte de Esgueva
| Tên                         | Dạng            | Địa điểm               | Tọa độ                                        | Số hồ sơ tham khảo? | Ngày nhận danh hiệu? | Hình ảnh                           |
| --------------------------- | --------------- | ---------------------- | --------------------------------------------- | ------------------- | -------------------- | ---------------------------------- |
| Lâu đài Villafuerte Esgueva | Di tích Lâu đài | Villafuerte de Esgueva | 41°43′58″B 4°19′28″T / 41,732792°B 4,324395°T | RI-51-0001006       | 03-06-1931           | Castillo de Esgueva · Upload image |

#### Villagarcía de Campos
| Tên                | Dạng            | Địa điểm              | Tọa độ                                       | Số hồ sơ tham khảo? | Ngày nhận danh hiệu? | Hình ảnh                             |
| ------------------ | --------------- | --------------------- | -------------------------------------------- | ------------------- | -------------------- | ------------------------------------ |
| Colegiata San Luis | Di tích Nhà thờ | Villagarcía de Campos | 41°46′44″B 5°11′28″T / 41,778933°B 5,19103°T | RI-51-0004958       | 19-10-1983           | Colegiata de San Luis · Upload image |

#### Villalar de los Comuneros
| Tên                                | Dạng            | Địa điểm                  | Tọa độ                                        | Số hồ sơ tham khảo? | Ngày nhận danh hiệu? | Hình ảnh                                                 |
| ---------------------------------- | --------------- | ------------------------- | --------------------------------------------- | ------------------- | -------------------- | -------------------------------------------------------- |
| Sitio Histórico Villalar Comuneros | Khu vực lịch sử | Villalar de los Comuneros | 41°33′00″B 5°08′20″T / 41,550102°B 5,138751°T | RI-54-0000097       | 02-05-1996           | Khu vực lịch sử Villalar de los Comuneros · Upload image |

#### Villalba de los Alcores
| Tên                                        | Dạng                 | Địa điểm                          | Tọa độ                                        | Số hồ sơ tham khảo? | Ngày nhận danh hiệu? | Hình ảnh                                            |
| ------------------------------------------ | -------------------- | --------------------------------- | --------------------------------------------- | ------------------- | -------------------- | --------------------------------------------------- |
| Tu viện Santa María Matallana              | Di tích Tu viện      | Villalba de los Alcores Matallana | 41°54′03″B 4°51′55″T / 41,90084°B 4,86523°T   | RI-51-0000997       | 03-06-1931           | Ruinas del Monasterio de Santa María · Upload image |
| Fuenteungrillo                             | Khu khảo cổ Medieval | Villalba de los Alcores           | 41°50′45″B 4°54′23″T / 41,845824°B 4,906314°T | RI-55-0000406       | 30-03-1994           | Yacimiento de Fuenteungrillo · Upload image         |
| Lâu đài Villalba Alcores                   | Di tích Lâu đài      | Villalba de los Alcores           | 41°51′51″B 4°51′37″T / 41,864167°B 4,860278°T | RI-51-0001005       | 03-06-1931           | Castillo Orden de los Hospitalarios · Upload image  |
| Nhà thờ Santa María Đền (Villalba Alcores) | Di tích Nhà thờ      | Villalba de los Alcores           | 41°51′53″B 4°51′29″T / 41,864643°B 4,858093°T | RI-51-0003961       | 22-08-1991           | Iglesia de Santa María del Templo · Upload image    |
| Villalba Alcores                           | Khu phức hợp lịch sử | Villalba de los Alcores           | 41°51′50″B 4°51′33″T / 41,863936°B 4,859233°T | RI-53-0000435       | 28-10-1993           | Villa de Villalba de los Alcores · Upload image     |

#### Villalón de Campos
| Tên                     | Dạng          | Địa điểm           | Tọa độ                                        | Số hồ sơ tham khảo? | Ngày nhận danh hiệu? | Hình ảnh                                  |
| ----------------------- | ------------- | ------------------ | --------------------------------------------- | ------------------- | -------------------- | ----------------------------------------- |
| Rollo (Villalón Campos) | Di tích Rollo | Villalón de Campos | 42°05′55″B 5°02′06″T / 42,098628°B 5,034872°T | RI-51-0000330       | 15-03-1929           | Rollo (Villalón de Campos) · Upload image |

#### Villavellid
| Tên                 | Dạng            | Địa điểm    | Tọa độ                                       | Số hồ sơ tham khảo? | Ngày nhận danh hiệu? | Hình ảnh     |
| ------------------- | --------------- | ----------- | -------------------------------------------- | ------------------- | -------------------- | ------------ |
| Lâu đài Villavellid | Di tích Lâu đài | Villavellid | 41°41′25″B 5°16′32″T / 41,69026°B 5,275649°T | RI-51-0010979       | 25-06-1985           | Upload image |

#### Villaverde de Medina
| Tên                                             | Dạng            | Địa điểm             | Tọa độ                                        | Số hồ sơ tham khảo? | Ngày nhận danh hiệu? | Hình ảnh                                                                  |
| ----------------------------------------------- | --------------- | -------------------- | --------------------------------------------- | ------------------- | -------------------- | ------------------------------------------------------------------------- |
| Nhà thờ Santa María Lâu đài (Villaverde Medina) | Di tích Nhà thờ | Villaverde de Medina | 41°18′22″B 5°01′27″T / 41,306021°B 5,024166°T | RI-51-0001648       | 22-07-1965           | Iglesia de Santa María del Castillo (Villaverde de Medina) · Upload image |

### W

#### Wamba, Valladolid
| Tên                         | Dạng            | Địa điểm          | Tọa độ                                        | Số hồ sơ tham khảo? | Ngày nhận danh hiệu? | Hình ảnh                                      |
| --------------------------- | --------------- | ----------------- | --------------------------------------------- | ------------------- | -------------------- | --------------------------------------------- |
| Nhà thờ Santa María (Wamba) | Di tích Nhà thờ | Wamba, Valladolid | 41°40′34″B 4°55′04″T / 41,676209°B 4,917729°T | RI-51-0000989       | 03-06-1931           | Iglesia de Santa María (Wamba) · Upload image |